# Bulbophyllum densibulbum
Bulbophyllum densibulbum är en orkidéart som beskrevs av Walter Kittredge. Bulbophyllum densibulbum ingår i släktet Bulbophyllum och familjen orkidéer. Inga underarter finns listade i Catalogue of Life.